# Castelo de Tarradale
O Castelo de Tarradale foi um castelo localizado perto de Muir of Ord, na Escócia, provavelmente a noroeste da Casa de Tarradale. O rei Robert the Bruce capturou e destruiu o castelo em 1308.
A Tarradale House foi construída no local em 1680. Sir Roderick Impey Murchison nasceu lá em 1792.